# Dorothy Thompson (alpinista)
Dorothy Thompson   (1888 - 2 de desembre de 1961) va ser una alpinista anglesa coneguda per les seves ascensions als Alps.
Thompson va néixer a Kensington, de Frederick Charles Thompson i Eleanor Frances (de soltera Wilson). Els seus pares eren excursionistes i ella va començar a escalar a Perthshire quan era petita durant les vacances familiars. Es va unir al Fell and Rock Climbing Club el 1919, mentre treballava com a secretària de l'Escola d'Estudis Orientals de Bloomsbury. Va començar a escalar amb el Fell and Rock Climbing Club de Còrsega i els Pirineus abans del seu primer viatge als Alps l'any 1920, quan va conèixer Joseph Georges, que es convertiria en el seu company d'escalada durant molts anys. L'any 1929 es va convertir en la primera dona a ascendir al Mont Blanc per la cresta de Brouillard. L'any 1934 va pujar el Mont Blanc per l'Aiguille de Bionassay, i es va convertir en la primera persona a baixar la muntanya per la cresta del Peuteret.
Thompson va completar un llibre de les seves memòries d'escalada després de la Segona Guerra Mundial, però el va publicar en privat. Va morir a Heathfield, East Sussex, el 1961. Després de la seva mort, els seus amics i el Ladies' Alpine Club van publicar les seves memòries, titulades Climbing with Joseph Georges, el 1962.